# 울루루
울룰루(Uluru) (피찬차차라어: Uluṟu) 또는 별칭 에어즈록(Ayers Rock)은 오스트레일리아 북부 노던 준주의 남부에 있는 거대한 바위산으로, 1987년에 유네스코 세계 유산으로 선정되었다. 가장 가까운 도시인 앨리스스프링스에서 남쪽으로 335km 떨어져 있다. 울루루는 단일 암석으로는 세계 최대이며 지역 애버리진들에 의해 신성시되고 있는 영적 에너지가 많은 곳으로 알려져 있다. 높이는 350m, 둘레는 9.4km에 달한다.

## 역사
지역의 아낭구(Aṉangu) 원주민 사이에 전해져 내려오는 설화에 따르면 울루루는 신성스러운 장소로 알려져 있다. 즉 이 세상은 한때 특색없는 곳이었다. 사람, 식물 및 동물의 형태로 창조자가 존재하기 전까지는 우리가 아는 곳이 없었다. 그리고 창조와 파괴의 과정에서 그들은 오늘날 우리가 알고있는 풍경을 형성했다. 울루루가 있는 안규유(Aangguu) 땅은 여전히 티규리티자(Tjukuritja) 또는 와파리디쟈(Waparitja)라고 불리는 이 지구의 창조자 수십 명의 영혼이 거주하는 장소다.
고대 인간 정착에 대한 고고학적 연구 결과에 따르면 인간은 10,000년 전에 울루루 지역에 정착했을 것이라고 한다. 이 지역은 전통적으로 아낭구 집단에 속한 원주민인 피찬차차라족(Pitjantjatjara)이 거주하는 땅이었다.

## 지리
울루루는 해발 867m에 위치하며, 노던 준주의 황량한 사막대륙 한가운데 서있는 웅장한 산이다. 시간별로 7가지 색으로 변하여 그 모습이 장관을 이룬다.

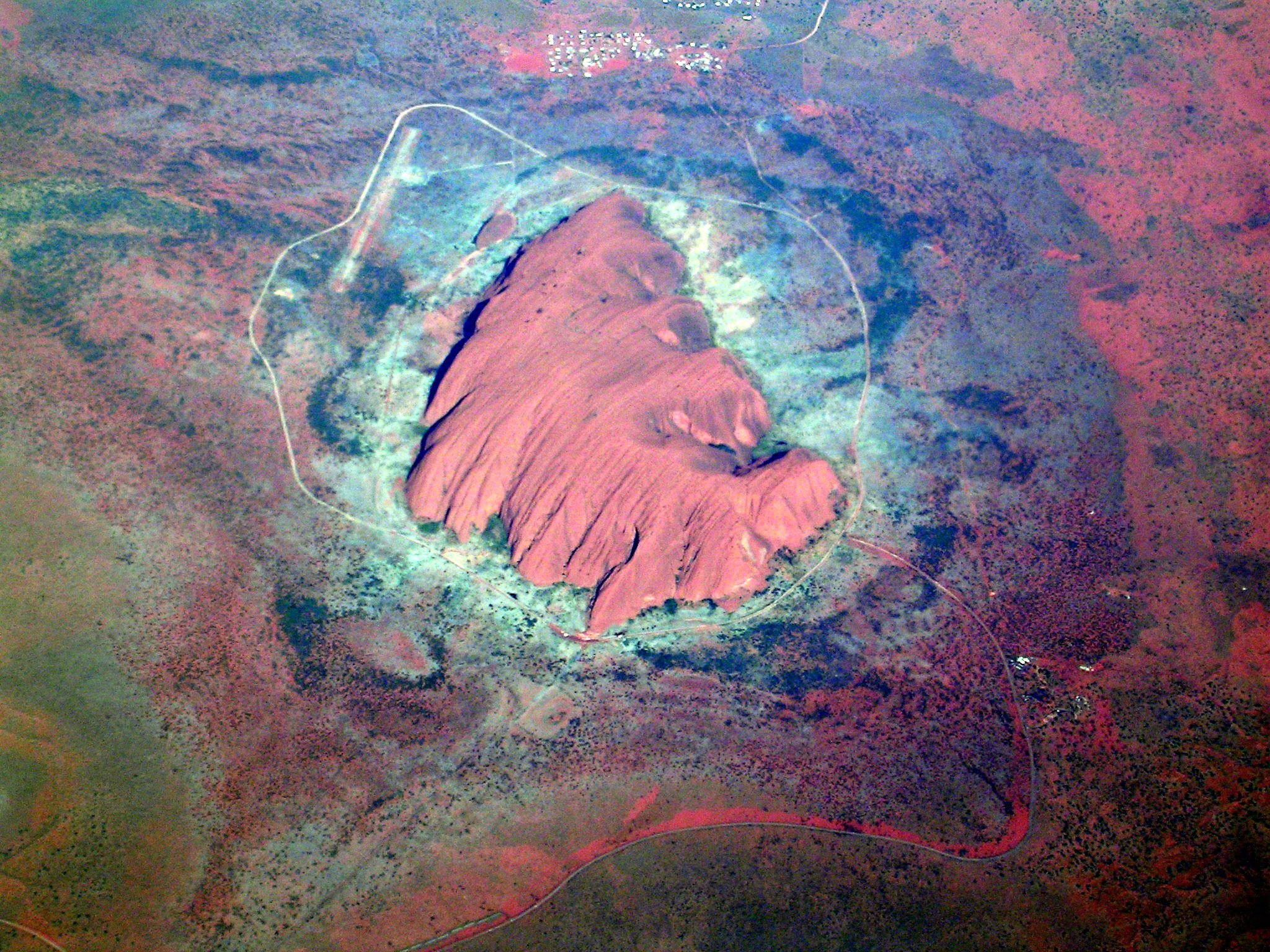
하늘에서 바라본(Aerial view) of 울루루(Uluru)

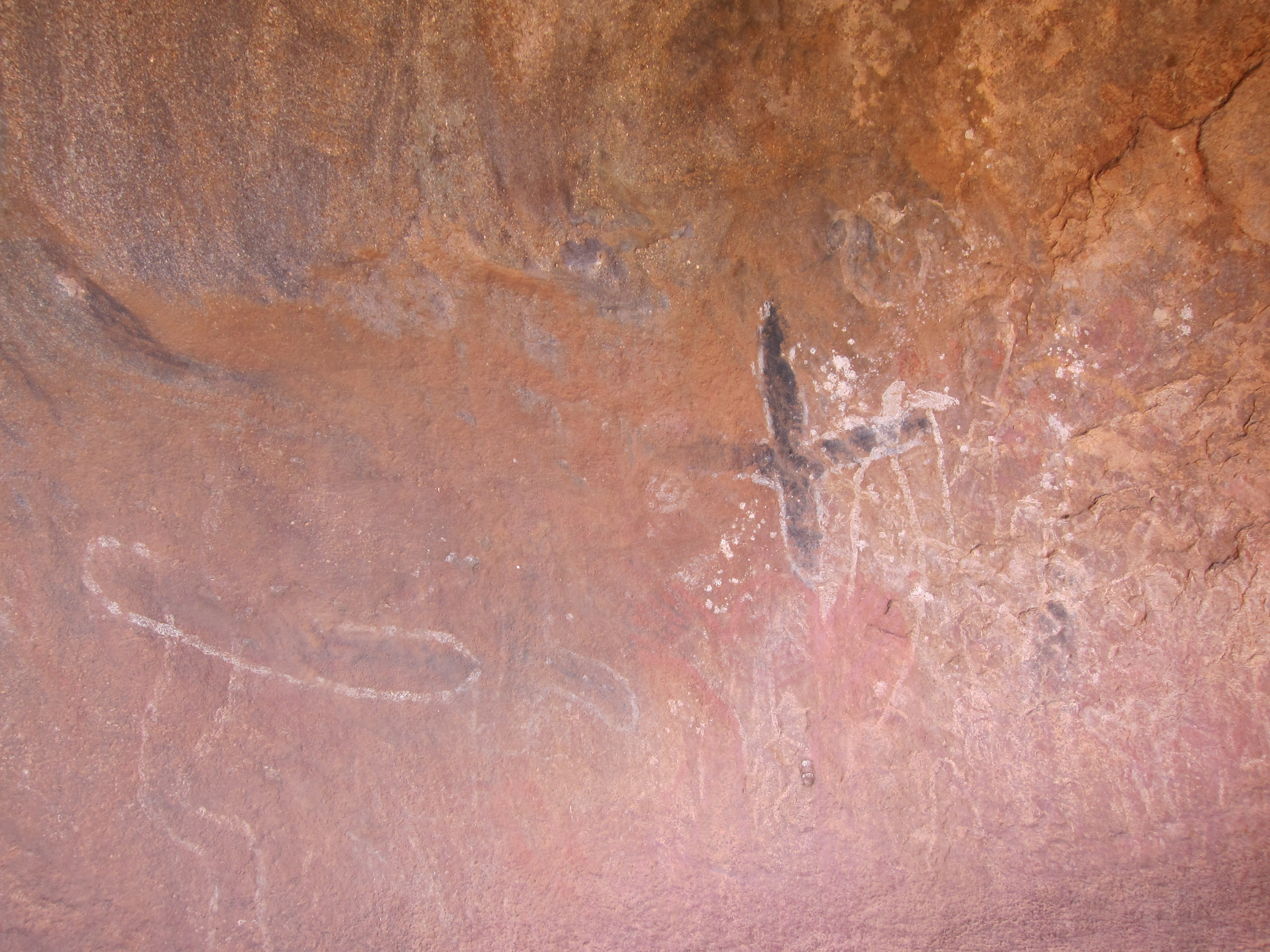
울루루의 암각화 (Petroglyph)

## 관광
때로는 울루루에서 암석을 채취하여 갖고 갔던 관광객들이 저주를 받고 불행을 겪게 된다고 보고된 사례들이 있었다. 그러한 암석을 제거한 사람들이 울루루의 암석을 갖고 가서 받게 된 저주를 제거하기 위해 암석을 여러 정부 기관을 통해서 보내려고 시도한 사례가 많이 있었다.
대소변 문제로 악취가 심하다는 민원에다 추락사하는 인원이 발생하는 이유로 인해 2019년 이후부터는 울루루 등반이 금지되었다.

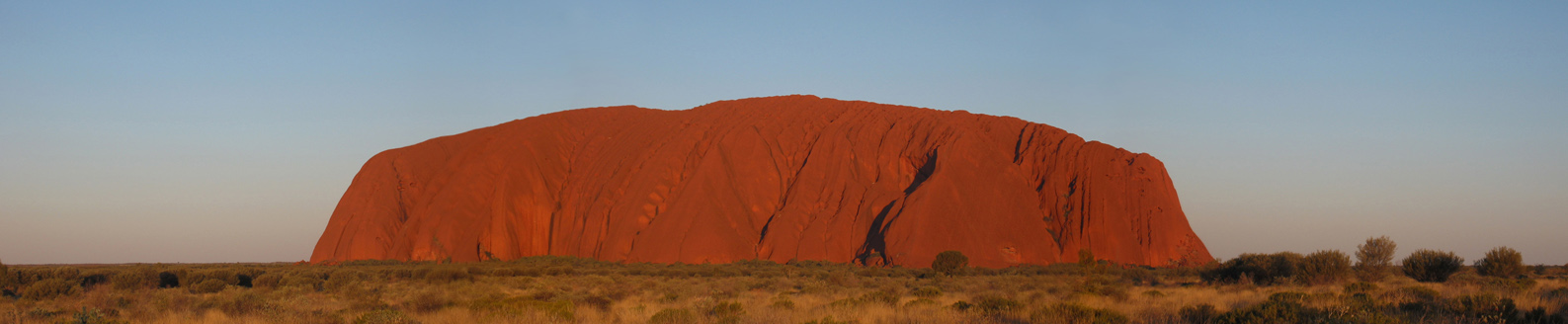
울루루의 파노라마 사진

## 기후
| Yulara Aero의 기후          | Yulara Aero의 기후 | Yulara Aero의 기후 | Yulara Aero의 기후 | Yulara Aero의 기후 | Yulara Aero의 기후 | Yulara Aero의 기후 | Yulara Aero의 기후 | Yulara Aero의 기후 | Yulara Aero의 기후 | Yulara Aero의 기후 | Yulara Aero의 기후 | Yulara Aero의 기후 | Yulara Aero의 기후 |
| 월                          | 1월                | 2월                | 3월                | 4월                | 5월                | 6월                | 7월                | 8월                | 9월                | 10월               | 11월               | 12월               | 연간               |
| --------------------------- | ------------------ | ------------------ | ------------------ | ------------------ | ------------------ | ------------------ | ------------------ | ------------------ | ------------------ | ------------------ | ------------------ | ------------------ | ------------------ |
| 역대 최고 기온 °C (°F)      | 46.4 (115.5)       | 45.8 (114.4)       | 42.9 (109.2)       | 39.6 (103.3)       | 35.7 (96.3)        | 36.4 (97.5)        | 31.1 (88.0)        | 35.0 (95.0)        | 38.7 (101.7)       | 42.3 (108.1)       | 45.0 (113.0)       | 47.0 (116.6)       | 47.0 (116.6)       |
| 일평균 최고 기온 °C (°F)    | 38.4 (101.1)       | 36.9 (98.4)        | 34.4 (93.9)        | 29.8 (85.6)        | 24.2 (75.6)        | 20.4 (68.7)        | 20.4 (68.7)        | 23.7 (74.7)        | 28.8 (83.8)        | 32.4 (90.3)        | 35.1 (95.2)        | 36.5 (97.7)        | 30.1 (86.2)        |
| 일평균 최저 기온 °C (°F)    | 22.7 (72.9)        | 22.1 (71.8)        | 19.3 (66.7)        | 14.4 (57.9)        | 9.3 (48.7)         | 5.6 (42.1)         | 4.4 (39.9)         | 5.9 (42.6)         | 10.7 (51.3)        | 15.0 (59.0)        | 18.4 (65.1)        | 20.8 (69.4)        | 14.1 (57.4)        |
| 역대 최저 기온 °C (°F)      | 12.7 (54.9)        | 12.1 (53.8)        | 8.0 (46.4)         | 1.3 (34.3)         | 1.1 (34.0)         | −1.8 (28.8)        | −3.6 (25.5)        | −2.2 (28.0)        | −1 (30)            | 4.5 (40.1)         | 6.5 (43.7)         | 9.9 (49.8)         | −3.6 (25.5)        |
| 평균 강우량 mm (인치)       | 25.8 (1.02)        | 39.6 (1.56)        | 35.1 (1.38)        | 14.7 (0.58)        | 13.0 (0.51)        | 17.4 (0.69)        | 18.4 (0.72)        | 4.3 (0.17)         | 7.4 (0.29)         | 20.7 (0.81)        | 34.2 (1.35)        | 40.2 (1.58)        | 274.6 (10.81)      |
| 평균 강우일수 (≥ 1 mm)      | 3.2                | 2.9                | 2.0                | 1.7                | 1.8                | 1.6                | 1.9                | 1.0                | 1.4                | 2.7                | 3.9                | 4.7                | 28.8               |
| 출처: Bureau of Meteorology |                    |                    |                    |                    |                    |                    |                    |                    |                    |                    |                    |                    |                    |

## 같이 보기
- 벨락 - 미국에서 영적 에너지가 많다고 알려진 지역
- 백두산 - 한민족의 성지(聖地)/성소(聖所)로 신성하게 여겨지는 장소

## 울룰루 앱
호주에 위치한 세계유산 울룰루와 이름이 동일한 울룰루앱은 대한민국 창업가 류준우가 창업한 여행 커뮤니티, 기록앱이다. 전세계 여행자들에게 여행기록부터 여행정보, 동행찾기까지 지원한다.
갤러리 속 사진의 메타데이터를 통해 여행 히스토리를 정리해주며, 나의 여행을 한 눈에 파악할 수 있다. 또한 다른 사람의 여행 정보를 통해 다가올 여행을 준비하며, 여행 동행찾기 까지 울룰루앱에서 해결할 수 있다.